# IPhone OS 3
iPhone OS 3 (stylizováno jako iPhone OS 3.0) je třetí hlavní verze mobilního operačního systému iOS, vyvíjeného společností Apple. Navazuje na předchozí verzi iPhone OS 2 a byla představena 17. března 2009. Oficiálně byla vydána 17. června 2009 společně s uvedením modelu iPhone 3GS. Jedná se o poslední verzi iPhone OS, která podporovala první generaci iPhonu a iPodu Touch. Nástupnickou verzí se stal iOS 4, který Apple vydal 21. června 2010 a zároveň tím zrušil původní název „iPhone OS“.

## Novinky
- Funkce „Vyjmout, kopírovat, vložit“ napříč systémem
- Vyhledávání Spotlight pro kontakty, e-maily, soubory a aplikace
- Rozšíření plochy na až 11 obrazovek (až 180 aplikací)
- Podpora MMS v aplikaci Zprávy
- Podpora videozáznamu (pouze u iPhone 3GS)
- Nová aplikace Diktafon
- Podpora nákupů v aplikacích
- Možnost dálkového vyhledání a smazání zařízení přes službu MobileMe
- Oficiální podpora českého jazyka v nastavení systému[1]

## Aplikace
Mezi výchozí aplikace systému iPhone OS 3 patřily:
- Zprávy
- Kalendář
- Fotky
- Kamera
- YouTube
- Akcie
- Mapy
- Počasí
- Hodiny
- Kalkulačka
- Poznámky
- Nastavení
- iTunes
- App Store
- Diktafon (nově)

### Dock
- Telefon
- Mail
- Safari
- iPod (nebo Hudba)

## Podporovaná zařízení

### iPhone
- iPhone (1. generace)
- iPhone 3G
- iPhone 3GS

### iPod touch
- iPod Touch (1. generace)
- iPod Touch (2. generace)
- iPod Touch (3. generace)

### iPad
- iPad (1. generace) – pouze s verzí iPhone OS 3.2

## Verze
| Verze | Datum vydání      | Hlavní novinky                                                                                   |
| ----- | ----------------- | ------------------------------------------------------------------------------------------------ |
| 3.0   | 17. června 2009   | Zavedení kopírování a vkládání, MMS, Diktafon, Spotlight, nákupy v aplikacích, podpora MobileMe. |
| 3.0.1 | 31. července 2009 | Oprava bezpečnostní chyby v SMS.                                                                 |
| 3.1   | 9. září 2009      | Vylepšení Bluetooth, nové funkce App Store, uzamčení přes MobileMe, trimování videí.             |
| 3.1.2 | 8. října 2009     | Oprava chyb – probouzení zařízení, stabilita připojení a videa.                                  |
| 3.1.3 | 2. února 2010     | Oprava chyb u přehrávání souborů, přesnější zobrazení baterie.                                   |
| 3.2   | 3. dubna 2010     | Pouze pro iPad (1. generace), úpravy UI, podpora rotace domovské obrazovky.                      |
| 3.2.1 | 15. července 2010 | Oprava připojení Wi-Fi a vylepšení výstupu videa na iPadu.                                       |
| 3.2.2 | 11. srpna 2010    | Opravy bezpečnostních chyb při zobrazování PDF.                                                  |